# Shoot boxing
Shoot boxing (ボクシング シュート) é um esporte de combate que permite chutes, socos, joelhadas, arremessos e submissão em pé. Foi desenvolvido a partir do kickboxing por Caesar Takeshi.

## História
Shoot boxing (geralmente escrito como Shootboxing) foi criado em agosto de 1985 por Caesar Takeshi. Alguns lutadores de MMA começaram treinando shoot boxing, como Hayato Sakurai. O shootboxing também chamou a atenção de alguns lutadores que se tornaram famosos em outras modalidades, como Jens Pulver. Muitas estrelas do K-1 World MAX também começaram no shootboxing ou lutaram shootboxing no passado, incluindo Andy Souwer, Albert Kraus, Hayato e também Buakaw Por. Pramuk e Davey Abdullah, entre outros. O primeiro evento de shootboxing ocorreu em 1 de setembro de 1985.

## Campeões do Mundo da S-Cup
A S-Cup, a Copa do Mundo de Shoot Boxing, é um torneio mundial de eliminação simples com oito homens, geralmente realizada a cada dois anos desde 1995.
| Ano  | Campeão            | Juiz            |
| ---- | ------------------ | --------------- |
| 2010 | Buakaw Por. Pramuk | Toby Imada      |
| 2008 | Andy Souwer        | Kenichi Ogata   |
| 2006 | Kenichi Ogata      | Andy Souwer     |
| 2004 | Andy Souwer        | Hiroki Shishido |
| 2002 | Andy Souwer        | Jhon Igo        |
| 1997 | Rayen Simson       | Mohamed Ouali   |
| 1995 | Hiromu Yoshitaka   | Roni Lewis      |